# Rangárvallasýsla
Rangárvallasýsla – jeden z 23 powiatów (sýsla) Islandii. Znajduje się w regionie Suðurland.